# Aegialia latipunctus
Aegialia latipunctus är en skalbaggsart som beskrevs av Gredler 1863. Aegialia latipunctus ingår i släktet Aegialia och familjen Aegialiidae. Inga underarter finns listade i Catalogue of Life.